# William Villamizar Laguado
William Villamizar Laguado (Arboledas, 31 de octubre de 1965) es un ingeniero y político colombiano, que se desempeñó como el 74° gobernador de Norte de Santander para el período 2008-2011, siendo suspendido diez días antes de cumplir su periodo, y fue reelegido para ser el gobernador 76° para el periodo (2016-2019) (2024-2027)

## Biografía

### Estudios
Cursó sus estudios de primaria en los municipios de Chinácota, Herrán y Ragonvalia. Cursó el bachillerato en Arboledas, su tierra natal, y en el colegio Departamental Integrado Juan Atalaya (de Cúcuta), donde se graduó como Mejor Bachiller y obtuvo las mejores pruebas ICFES de esa institución educativa.
Es ingeniero civil con tesis laureada de la Universidad Francisco de Paula Santander, y especialista en Gerencia Financiera de la Universidad Libre (Colombia). Cursó estudios de Gestión Pública de la Escuela Superior de Administración Pública. Ganador del Premio Regional de Ingeniería Gustavo Ararat Negrón.

### Cargos públicos
Fue concejal de Cúcuta en tres períodos consecutivos 1998-2001, 2001-2004 y 2004-2006. Fue elegido como Gobernador de Norte de Santander para el periodo 2008-2011, cargo del cual fue suspendido. En las elecciones regionales de Colombia del 2015 fue elegido por segunda vez como Gobernador. Tampoco pudo concluir su segundo mandato ya que fue suspendido en agosto de 2019.

### Investigaciones
Esta señalado en una lista, de un oficio interno de la DIJIN por un caso de extinción de dominio dicha lista estaba en poder del periodista Jaime Vasquez en la ciudad de Cúcuta.